# The Marvelettes
The Marvelettes var en pigegruppe, der blev dannet i 1960 i Inkster, Michigan, USA. De er først og fremmest kendt for sangen "Please Mr. Postman" fra 1961, der var pladeselskabet Motown Records' første nr. 1 hit.

## Medlemmer
- Gladys Horton (1945-2011)
- Georgeanna Marie Tillman
- Wanda Young (1943–2021)
- Katherine Anderson
- Juanita Cowart

## Diskografi
- Please Mr. Postman (1961)
- The Marvelettes Sing (1962)
- Playboy (1962)
- The Marvelous Marvelettes (1963)
- The Marvelettes Recorded Live On Stage (1963)
- The Marvelettes Greatest Hits (1966)
- The Marvelettes (1967)
- Sophisticated Soul (1968)
- In Full Bloom (1969)
- Return of the Marvelettes (1970)
- The Marvelettes Anthology (1975)
- Best of The Marvelettes (1975)

| Musikgruppe | Spire Denne artikel om en amerikansk musikgruppe er en spire som bør udbygges. Du er velkommen til at hjælpe Wikipedia ved at udvide den. |